# 2022 AP7
2022 AP7 è un asteroide del Sistema solare. Scoperto nel 2022, presenta un'orbita caratterizzata da un semiasse maggiore pari a 2,94 au e da un'eccentricità di 0,7, inclinata di 13,8° rispetto all'eclittica. L'elevata eccentricità orbitale porta l'asteroide, di tipo Apollo, ad avere l'afelio prossimo all'orbita di Giove e il perielio prossimo a quella di Venere, ed a transitare quindi in prossimità delle orbite della Terra e di Marte.
Con un diametro superiore al chilometro, è il più grande asteroide potenzialmente pericoloso (PHA) scoperto negli otto anni precedenti alla sua identificazione.

## Osservazione
Sebbene l'asteroide possa raggiungere la diciannovesima magnitudine, non è facile da osservare neppure con telescopi molto potenti. Infatti, l'oggetto ha stabilito quasi una risonanza orbitale 1:5 con la Terra e quando raggiunge la massima luminosità, in prossimità del perielio, si trova anche in congiunzione superiore, risultando invisibile dalla Terra se non al crepuscolo, per pochi minuti in prossimità del sorgere o del tramontare del Sole.
Altrimenti, la sua magnitudine è superiore alla ventunesima e, per gran parte della sua orbita, prossima alla ventiquattresima.

## Scoperta
L'asteroide è stato scoperto il 13 gennaio 2022, come un oggetto con luminosità compresa tra la ventesima e ventunesima magnitudine, dall'osservatorio di Cerro Tololo, mediante osservazioni condotte durante il crepuscolo attraverso la fotocamera DECam (Dark Energy Camera), montata sul telescopio riflettore Victor M. Blanco di 4 metri di diametro, nell'ambito di ricerche di oggetti in prossimità dell'orbita di Venere. Scott S. Sheppard è accreditato dal Minor Planet Center come l'osservatore responsabile della scoperta.
In seguito, sono state individuate immagini di prescoperta acquisite il 20 dicembre 2017 nell'ambito del Mount Lemmon Survey e il 25 dicembre 2017 da Pan-STARRS.

## Parametri orbitali
2022 AP7 presenta un'orbita caratterizzata da un semiasse maggiore pari a 2,94 au, inclinata di 13,8° rispetto all'eclittica, che completa in cinque anni. Con un'eccentricità piuttosto elevata, pari a 0,7, l'asteroide raggiunge l'afelio in prossimità dell'orbita di Giove e il perielio in prossimità di quella di Venere. La minima distanza all'intersezione dell'orbita (MOID) con i due pianeti è pari rispettivamente a 1,18855 ua e 0,22036 ua. Valori ben inferiori, pari a 0,04716 ua e 0,07344 ua, vengono raggiunti rispettivamente con le orbite della Terra e di Marte. Ciò porta a classificare 2022 AP7 come un asteroide Apollo e come un oggetto potenzialmente pericoloso (PHO). Ad ogni modo, l'asteroide non esegue incontri ravvicinati col nostro pianeta in virtù della risonanza orbitale 1:5 che ha stabilito con esso: quando l'asteroide giunge al perielio, si trova anche in congiunzione superiore, ovvero si trova dalla parte opposta del Sole rispetto alla Terra e, quindi, a una distanza di circa 1,5 ua da quest'ultima. Sebbene questo fatto assicuri una protezione al nostro pianeta per secoli e, forse, millenni, in ultimo, le perturbazioni dovute ai maggiori pianeti del sistema solare, porteranno 2022 AP7 ad allontanarsi da tale risonanza; allora, il rischio di un impatto con la Terra potrebbe non essere più trascurabile.
2022 AP7 eseguirà invece nei prossimi secoli incontri ravvicinati con Marte e Giove. Dal primo transiterà a 0,16 ua il 9 maggio 2107, avendo già raggiunto distanze inferiori dal pianeta, pari a 0,065 ua e 0,081 ua, rispettivamente il 15 febbraio 1907 e il 23 luglio 1967. Nei prossimi cinque incontri ravvicinati che l'asteroide avrà con Giove tra il 2050 e il 2168, non si troverà mai a distanze inferiori a 1,1 ua dal pianeta.